# Rhagonycha dolini
Rhagonycha dolini is een keversoort uit de familie soldaatjes (Cantharidae). De wetenschappelijke naam van de soort werd in 1995 gepubliceerd door Svihla.